# Enana marrón
Las enanas marrones son objetos subestelares que no son lo suficientemente masivos como para mantener reacciones nucleares continuas de fusión del hidrógeno-1 en su núcleo, a diferencia de las estrellas de la secuencia principal. Las enanas marrones ocupan el rango de masas entre los planetas gigantes gaseosos más pesados y las estrellas más ligeras, con un límite superior de masas relativamente bien conocido, estando comprendido entre las 75 y las 80 masas jovianas {\displaystyle M_{J}}, según el grado de metalicidad. Las enanas marrones más pesadas que 13 {\displaystyle M_{J}} se cree que fusionan deuterio y que las mayores de 65 {\displaystyle M_{J}} fusionan litio. A partir de 65 {\displaystyle M_{J}}, además de deuterio también queman tritio. Sin embargo, apenas tienen diferenciación química según la profundidad, ya que han sufrido en algún momento de su vida convección desde la superficie hasta su centro a causa de débiles reacciones de fusión de isótopos residuales.
La quema del deuterio se produce en su juventud y es posible debido a su baja temperatura de fusión, unos 100.000 K. Dado que el deuterio es un combustible minoritario que desaparece rápidamente, dicha reacción no puede sostener el colapso gravitatorio. Las enanas marrones siguen brillando por un tiempo debido al calor residual de las reacciones y a la lenta contracción de la materia que las forma. Las enanas marrones continuarán contrayéndose y enfriándose hasta llegar al equilibrio. Se cree que las enanas marrones son estrellas «fallidas», ya que contienen los mismos materiales que una estrella como el Sol, pero con muy poca masa para brillar. Son muy parecidas a los planetas gaseosos; no son del todo planetas, pero tampoco son estrellas.
Las diferencias que definen a una enana marrón de masa muy baja de un gigante de gas (~13 {\displaystyle M_{J}}) son cuestiones de debate. Una escuela de pensamiento se basa en la formación; la otra, en la física del interior. Una parte de las preocupaciones del debate es si las "enanas marrones" deben, por definición, haber experimentado la fusión en algún momento de su historia.
Las estrellas se clasifican por la clase espectral, siendo las enanas marrones designadas como de tipos M, L, T e Y. A pesar de su nombre, las enanas marrones son de diferentes colores. Muchas enanas marrones es probable que aparezcan como magenta para el ojo humano, o posiblemente naranjas o rojas. Las enanas marrones no son muy luminosas en longitudes de onda visibles.
Algunos planetas conocidos que orbitan enanas marrones son: 2M1207 b, MOA-2007-BLG-192-L b y 2MASS J044144.
A una distancia de unos 6,5 años luz, la enana marrón más cercana conocida es Luhman 16, un sistema binario de enanas marrones descubierto en 2013. DENIS-P J082303.1-491201 b está enumerado como el exoplaneta más masivo conocido (a partir de marzo de 2014) en el archivo de exoplanetas de la NASA, a pesar de tener una masa (28,5 ± 1,9 {\displaystyle M_{J}}) más de dos veces que el punto de corte de 13 masas jovianas entre planetas y enanas marrones.

## Notas históricas

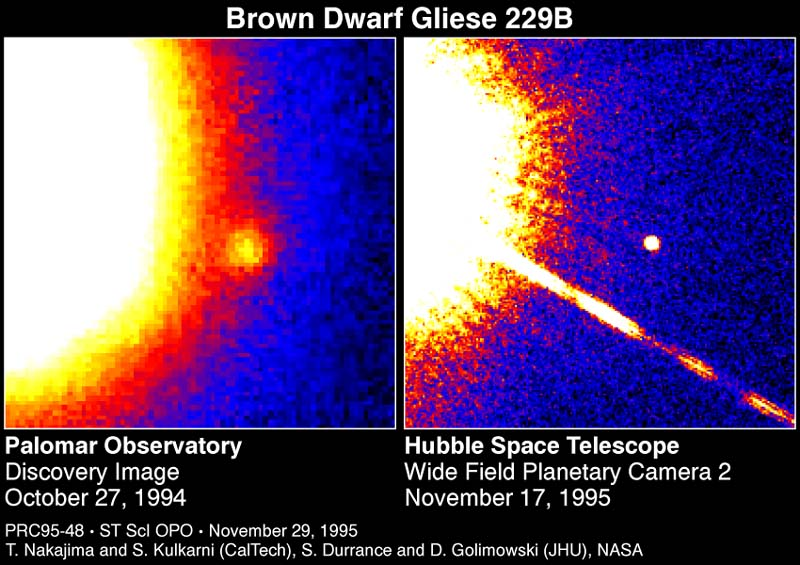
Imagen de Gliese 229B, una enana marrón.

## Identificación y prueba de litio

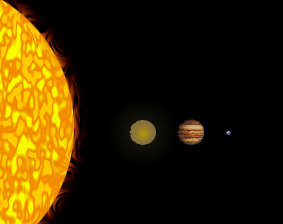
Esta ilustración muestra el tamaño de nuestro Sol comparado con una enana marrón, Júpiter y la Tierra.

## Enanas marrones y planetas extrasolares

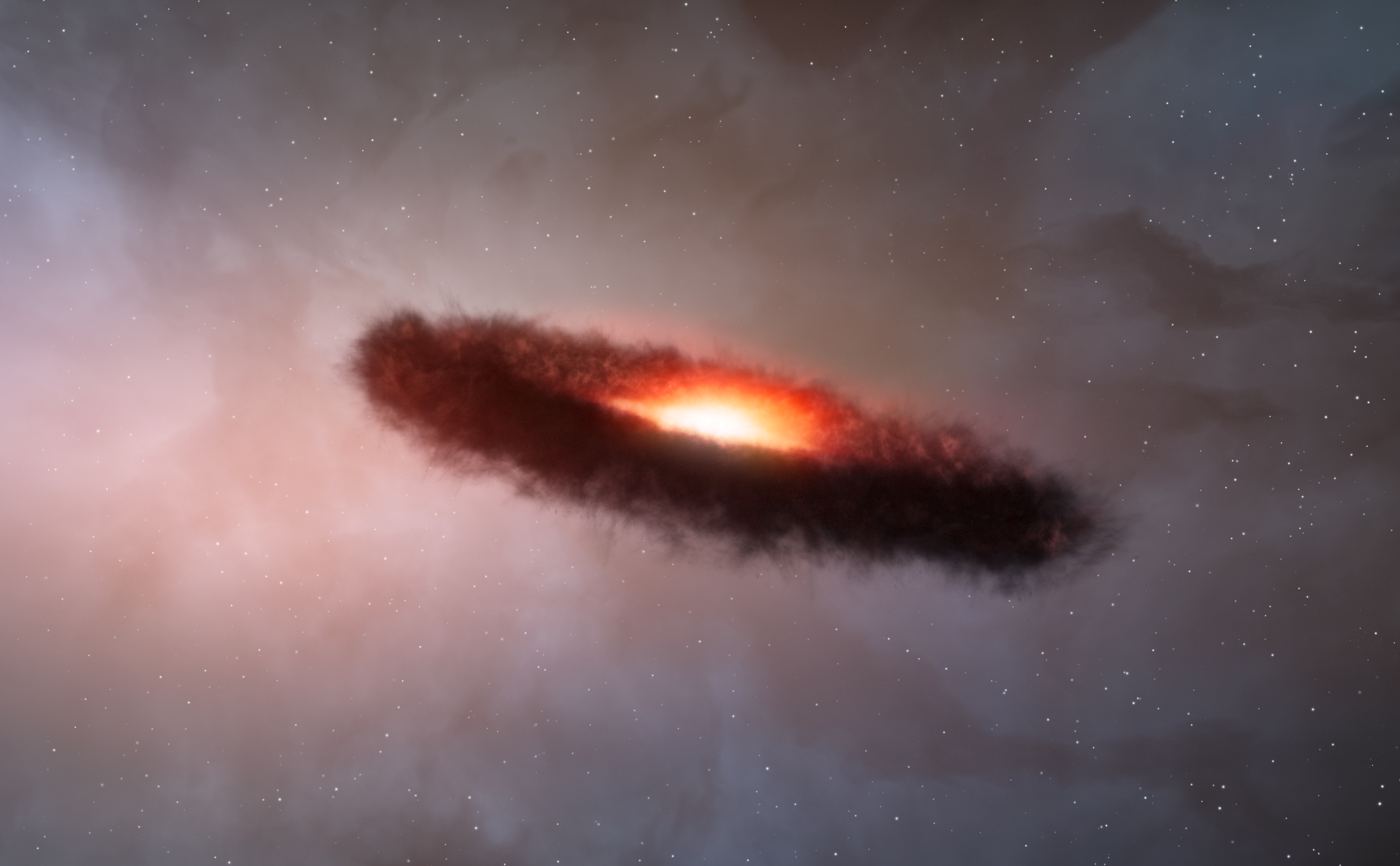
Impresión del artista de un disco del polvo y del gas alrededor de una enana marrón.